# Хоп (бухта)
Хоп — бухта, розташована в східній частині острова Тавіла в Червоному морі, що належить Єгипту. В бухті знаходяться рифи Північно-Східний Патчес.
| Єгипет | Це незавершена стаття з географії Єгипту. Ви можете допомогти проєкту, виправивши або дописавши її. |